# Tanzlinde (Limmersdorf)

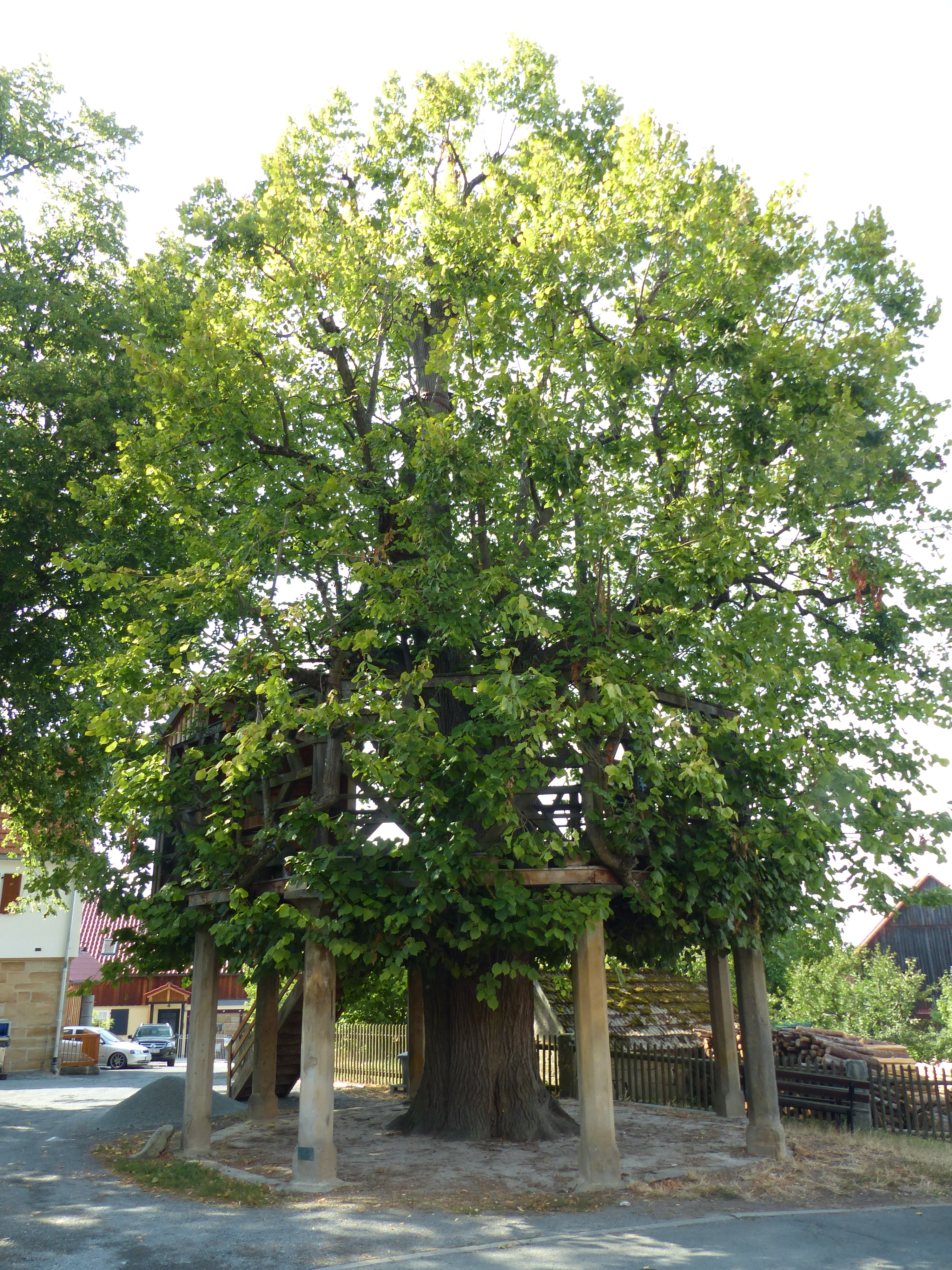
Tanzlinde in Limmersdorf, 2022

Die Tanzlinde in Limmersdorf ist eine etwa 350-jährige Linde in Thurnau.

## Lage
Limmersdorf ist ein Ortsteil der Marktgemeinde Thurnau im oberfränkischen Landkreis Kulmbach. Die Tanzlinde steht in der Ortsmitte am Platz nördlich der Kirche mit Friedhof.

## Tanzlinde
Die Linde ist bei einem Stammumfang von fünf Metern circa 16 Meter hoch. Baudenkmal ist der achtseitige Tanzboden auf oktogonalen Hausteinpfeilern, der mit der Jahreszahl „1729“ bezeichnet ist. Die Tanzfläche befindet sich auf etwa vier Metern Höhe. Die Linde und ein nebenstehender Baum sind geschützte Naturdenkmäler. Im Umfeld der Linde befindet sich das Deutsche Tanzlindenmuseum. 

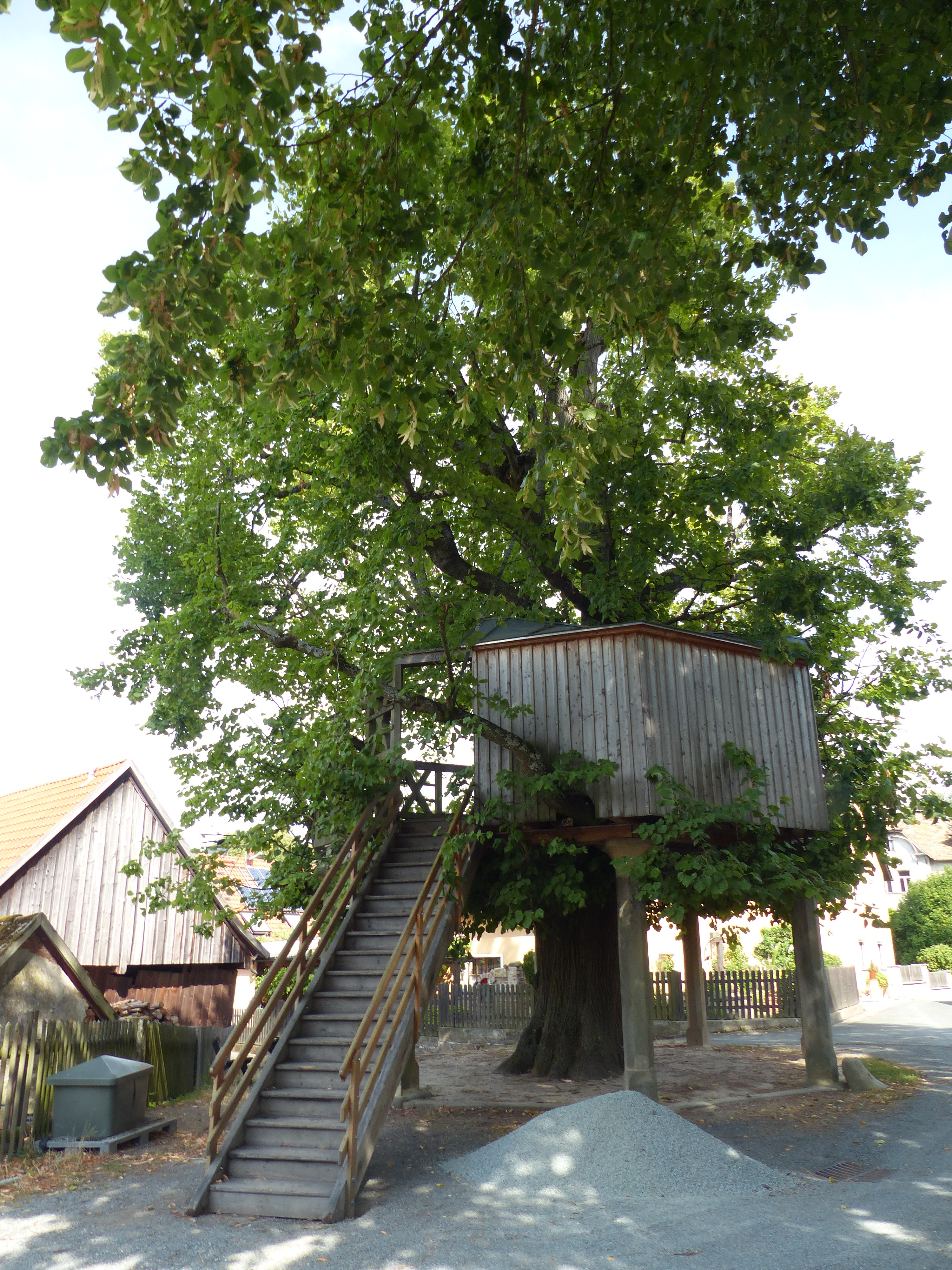
Aufgang
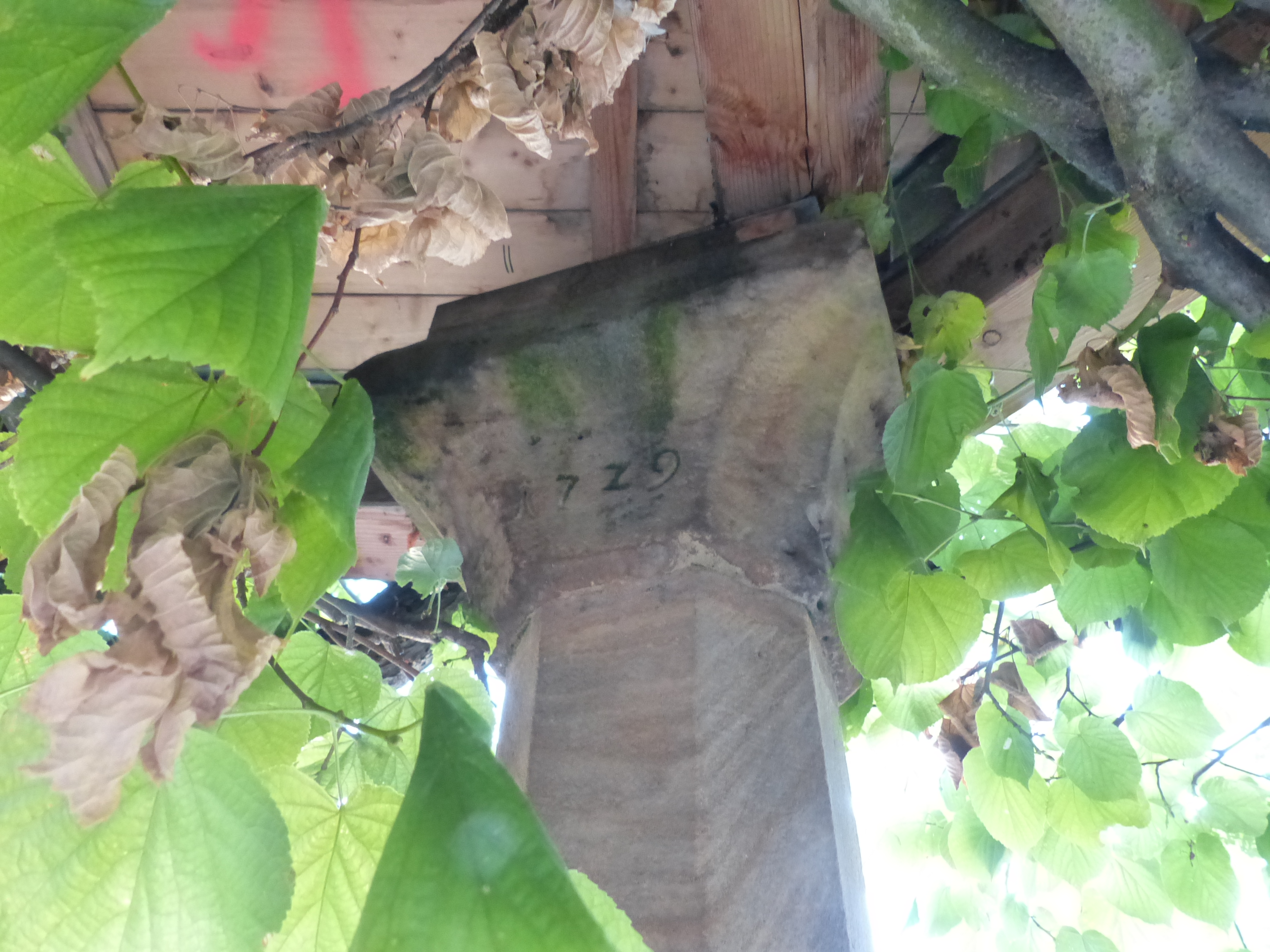
Inschrift 1729
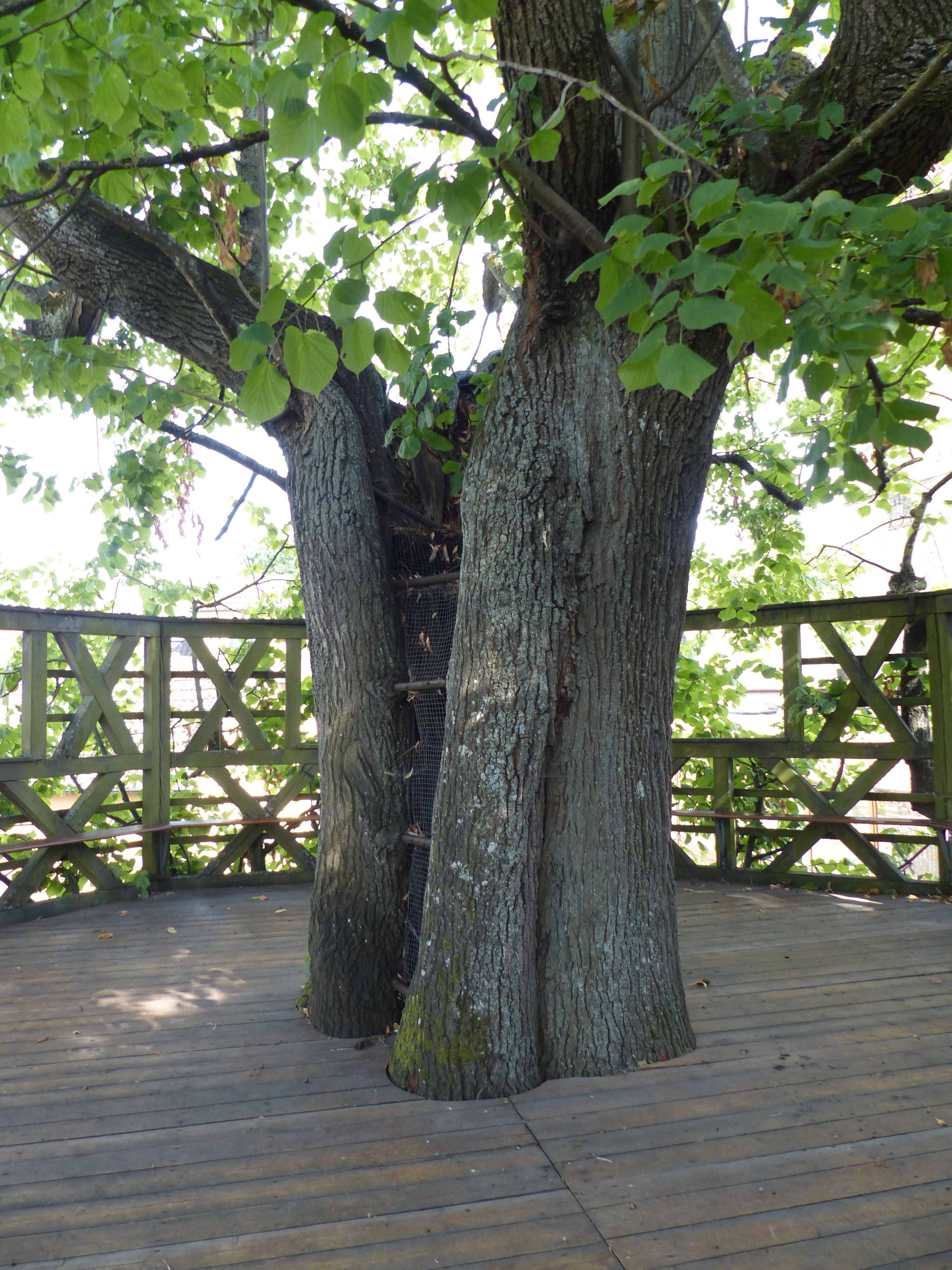
Tanzboden mit Geländer

## Lindenkirchweih
Im Frühjahr 2014 beschloss der bayerische Ministerrat, die Lindenkirchweih zur Eintragung in das Bundesweite Verzeichnis des immateriellen Kulturerbes vorzuschlagen. Im Dezember 2014 wurde die Bewerbung von der Kultusministerkonferenz angenommen und bestätigt. Die Lindenkirchweih ist eine von 27 Kulturformen im deutschen Verzeichnis des Immateriellen Kulturerbes.